# Zenillia libatrix
Zenillia libatrix är en tvåvingeart som först beskrevs av Georg Wolfgang Franz Panzer 1798.  Zenillia libatrix ingår i släktet Zenillia och familjen parasitflugor. Arten är reproducerande i Sverige. Inga underarter finns listade i Catalogue of Life.